# Виго Јенсен
Виго Јенсен (дан. Alexander Viggo Jensen; Копенхаген, 22. јун 1874 — Копенхаген, 2. новембар 1930) је био дански дизач тегова, стрелац, гимнастичар и атлетичар, један од тројице данских спортиста који су учествовали на Олимпијским играма 1896. у Атини.
Јенсен је на Олимпијским играма учествовао у 4 спорта, а на Олимпијским играма 1900. у Паризу само у стрељаштву.
Главно такмичење Јансена на Играма у Атини било је дизање терета. Такмичио се у обе дисциплине дизање са једном и са две руке.
У првом такмичењу дизање тегова са две руке главна борба је вођена између њега и Лонстон Елиота из Уједињеног Краљевства. Подигли су исту тежини 111,5 кг, али судије су доделиле победу Јенсену.
У другој дисциплини Јенсен једном руком подиже 57 кг што је за 14 кг боље од резултата Елиота, па Јенсен заузима друго место.
У стрељаштву, његов најбољи резултат је био у конкуренцији пушке слободног избора на 300 м. Постигао јњ 1.305 кругова и заузео треће место. Учествовао је и у дисциплини војничка пушка на 200 метара, па је уз постигнути резултат од 1.640 кругова заусео шесто место.
На атлетским такмичењима Јенсен учествује у бацачким дисциплинама. У бацању кугле заузима четврто место (непознат резултат), а бацању диска поделио је од од петог до деветог места.
У последњем спорту, гимнастици, такмичио се у дисциплини пењања уз конопац и заузео 4. место.
Четири године касније Јенсен учествује на Олимпијским играма у Паризу. Такмичио се у стрељаштву у пет дисциплина. У гађању војничка пушка из стојећег става поделио је 11. место са својим сународником Андерсом Петер Нилсеном са 277 кругова. Из клечећег ствава је 13. са 290 кругова, а најбољи је био у лежећем ставу где је поделио 10. место са Норвежанином Хелмером Херденсоном са 308 кругова. Овим резултатима у вишебоју је освојио 15. место, а у бодовању за екипно такмичење екипа Данске је заузела четврто место.